# 松谷健二
松谷 健二（まつたに けんじ、1928年8月12日 - 1998年2月9日）は、日本のドイツ文学研究家、翻訳家、作家。元山形大学教授。

## 略歴
1928年、東京市（現大田区）に生まれ、幼少年時代をここで過ごす。東京外国語大学を経て1953年に東北大学文学部ドイツ文学科卒業。
1959年、初出版は『文学における彼岸表現の研究』内の論文「北歐の彼岸表象」。
1971年、「宇宙英雄ペリー・ローダン」シリーズの第1巻『スターダスト計画』が刊行される。1974年に山形大学を退職。
1998年、肝硬変のため山形県の病院で死去。享年69。

## 人物
- 数多くの翻訳を手がけており、特に1971年から現在まで刊行され続けている「宇宙英雄ペリー・ローダン」シリーズを第1巻から一人で翻訳し続け、死去するまでの27年間に234冊を翻訳した。
- ローダンシリーズ以外にも77冊の書物を翻訳しており、生涯に翻訳した書物は311冊にも上る。
- 翻訳以外に執筆した書物も7冊ある。
- 松谷が出版した翻訳本の大半は、早川書房から出版されている。
- 松谷本人は編集者から原稿の催促をされたことがないという逸話がある。
- 登山が趣味であった。

## 著作
- 『逆層』（早川書房）1988年
- 『アレクサンドロスの女』（築地書館） 1989年：短編小説集
- 『モーツァルト友禅』（築地書館） 1991年：短編小説集
- 『カルタゴ興亡史 ある国家の一生』（白水社） 1991年、中公文庫、2002年
- 『東ゴート興亡史 東西ローマのはざまにて』（白水社） 1994年、中公文庫、2003年
- 『ヴァンダル興亡史 地中海制覇の夢』（白水社） 1995年、中公文庫、2007年
- 『旅する石工の伝説』（新潮社） 1998年

## 共著
- 『文学における彼岸表現の研究』（加藤竜太郎・佐々木理・小川環樹・前野直彬・上田義文・前田恵学共著、中央公論社） 1959年

## 翻訳
- 『エッダ』（平凡社、『世界名詩集大成1 古代・中世エッダ』所収） 1960年
- 『ヴァイキング』（オクセンシエルナ、みすず書房） 1961年
- 『ポンペイ』（コルティ、みすず書房） 1964年
- 『石のおのから人工衛星まで』（ラルゼン、白水社） 1964年
- 『東マイナス西=ゼロ』（時事通信社、崎川範行・小林三二共訳） 1964年
- 『思考の網』（フランケ、早川書房） 1965年
- 『巨人頭脳』（ハウザー、創元推理文庫） 1965年
- 『航空発達物語』（シュトレール、白水社） 1965年
- 『象牙の城』（フランケ、早川書房） 1966年
- 『エッダ、グレティルのサガ』（筑摩書房、中世文学大系10） 1966年、新編・ちくま文庫、1986年
- 『ドリナの橋』（イヴォ・アンドリッチ、恒文社） 1966年
- 『ちがった空』（ライアル、早川書房） 1967年、のちハヤカワ文庫
- 『アレクサンダー　偉大な生涯』（ペーター・バム、筑摩書房） 1967年
- 『アムンゼン 極地探検家の栄光と悲劇』（カリック、新関岳雄共訳、白水社） 1967年
- 『太陽系ようさい』（E・ドレツァール、岩崎書店）　1967年
- 『山椒魚戦争』（チャペック、創元推理文庫） 1968年
- 『ノーベル伝』（エリック・ベルイェングレン、白水社） 1968年
- 『チェコ 武器なき戦い』（エーリヒ・ベルトレフ、早川書房） 1969年
- 『偉大なる幻影』（ディーノ・ブッツァーティ、脇功共訳、早川書房） 1969年
- 『鋼の荒野』（ヘルベルト・フランケ、早川書房） 1969年
- 『砂漠の電撃戦 アラブとイスラエル、憎しみの戦い』（トロースト、早川書房） 1969年
- 『黒い国の白い傭兵 コンゴ残酷戦記』（ハンス・ゲルマニ、早川書房） 1969年
- 『アラスカ戦線』（ハンス=オットー・マイスナー、早川書房） 1970年 、のちハヤカワ文庫
- 『地球地獄』（リヒャルト・コッホ、早川書房） 1970年
- 『パーティナ』（フリック、早川書房） 1971年
- 『両惑星物語』（ラスヴィッツ、早川書房） 1971年
- 『アフリカ夢の飛翔』（ブラウンブルク、早川書房） 1971年
- 『流刑の惑星』（ダールトン、早川書房） 1972年
- 『リスボンの夜』（エーリヒ・マリア・レマルク、早川書房） 1972年、のちハヤカワ文庫
- 『現代最後の日々』（アッテスランダー、ダイヤモンド社） 1972年
- 『テル・アヴィヴの目 イスラエル秘密情報機関』（スティーヴ・エイタン、早川書房） 1973年
- 『呪われた海 ドイツ海軍戦闘記録』（カーユス・ベッカー、フジ出版社） 1973年
- 『アスワン』（ミハエル・ハイム、早川書房） 1974年
- 『脱走者 ある執念の記録』（ブリッケンスデルファー、早川書房） 1974年
- 『ヒトラー最後の十日間』（ゲルハルト・ボルト、TBS） 1974年
- 『攻撃高度四〇〇〇 ドイツ空軍戦闘記録』（ベッカー、フジ出版社） 1974年
- 『楽園のかげり』（レマルク、早川書房） 1975年
- 『気球エルン号の死』（ペール・ウーロフ・スンドマン、早川書房） 1975年
- 『パリの狙撃者 ケネディを狙ったもう一人の男 J・ロメロの告白』（カミーユ・ジル、立風書房） 1975年
- 『デーニッツと灰色狼 Uボートの栄光と悲劇』（ヴォルフガング・フランク、フジ出版社） 1975年
- 『ヒトラーの代理人 - ルードルフ・ヘス』（シュヴァルツヴェラー、早川書房） 1976年
- 『異星人ノーチラス』（ドレツァール、岩崎書店） 1976年
- 『擲弾兵 パンツァー・マイヤー戦記』（クルト・マイヤー、フジ出版社） 1976年、新編（吉本隆昭監修）学研プラス、学研M文庫
- 『オグの第2惑星』（ペーテル・レンジェル、早川書房） 1977年
- 『Uボート』（ロータル=ギュンター・ブーフハイム、早川書房） 1977年、のちハヤカワ文庫
- 『ペーター・ダーフィトの14時間』（ゲルハルト・アイゼンコルプ、早川書房） 1977年
- 『円盤製造法 エゼキエルの<宇宙船>を復元する』（ブルームリヒ、角川文庫） 1977年
- 『アンデスの狙撃者』（ペーター・ハイム、角川文庫） 1978年
- 『Mr.ブラウン 空の鮫』（ジャン・ツムバッハ、フジ出版社） 1978年
- 『銀河の奇跡』1 - 4（エルンスト・ヴルチェク、早川文庫） 1979年
- 『瀕死の戦闘機隊』（ゲルト・ガイザー、早川文庫） 1979年
- 『最終戦 1945年ドイツ』（ヴォルフガング・パウル、フジ出版社） 1979年
- 『幻影 ヒトラーの側で戦った赤軍兵たちの物語』（トールヴァルト、フジ出版社） 1979年
- 『狼 マリク』（ゲオルゲ・ハルバン、角川書店） 1981年
- 『嵐の生涯 飛行機設計家ハインケル』（エルンスト・ハインケル,ユルゲン・トールヴァルト、フジ出版社） 1981年
- 『薬味 またはアメリカ・ユダヤ人のサガ』（トールヴァルト、フジ出版社） 1983年
- 『フォッケ＝ウルフ迎撃隊』（ブラウンブルク、早川書房） 1984年
- 『軍の反乱』（ハンス・キルスト、角川文庫） 1987年

- 「宇宙英雄ペリー・ローダン」シリーズ（早川書房）234冊  1971年 - 1998年

### K・H・シェール作品
- 『地底のエリート』（シェール、創元推理文庫） 1966年
- 『地球人捕虜収容所』（シェール、創元推理文庫） 1968年
- 『地球への追放者』（シェール、創元推理文庫） 1969年
- 『宇宙船ピュルスの人々』（シェール、創元推理文庫） 1970年
- 『オロスの男』（K・H・シェール、早川書房） 1978年

### パウル・カレル作品
- 『砂漠のキツネ』（パウル・カレル、フジ出版社） 1969年
- 『バルバロッサ作戦』（パウル・カレル、フジ出版社） 1971年、のち学研M文庫
- 『彼らは来た ノルマンディー侵攻作戦』（パウル・カレル、フジ出版社） 1972年
- 『焦土作戦』（パウル・カレル、フジ出版社） 1972年、のち学研M文庫

### エーリヒ・フォン・デニケン作品
- 『未来の記憶 超自然への挑戦』（エーリヒ・フォン・デニケン、早川書房） 1969年 、のち角川文庫
- 『奇蹟 世界を震撼させる奇現象』（フォン・デニケン、角川文庫） 1975年
- 『太古の宇宙人 太古に地球を訪れた宇宙人』（デニケン、角川書店） 1976年